# Ahmed el-Wafi
Ahmed el-Wafi (arabe : احمد الوافي), né en 1850 à Tunis et décédé en 1921, est un musicien et compositeur de malouf tunisien d'origine andalouse.
Il peut être considéré comme l'un des pionniers du renouveau de la musique tunisienne. Ses compositions dans les formes traditionnelles offrent une véritable synthèse des courants musicaux tunisiens et orientaux. Il met par ailleurs en valeur le patrimoine traditionnel et populaire. Comme d'autres interprètes et compositeurs tunisiens du XXe siècle, tel Anouar Brahem, Ali Riahi, Raoul Journo ou Salah El Mahdi, il bâtit sa propre empreinte musicale.
Il entre en contact avec le baron d'Erlanger et fréquente son palais, ce qui enrichit sa culture musicale. Parmi ces œuvres, on peut citer :
- Badri ba'da fi hulal
- Ya l'asmar ya sokar
- Yala kawmi Dhaya'ouni